# 高知県道244号後免停車場線
高知県道244号後免停車場線（こうちけんどう244ごう ごめんていしゃじょうせん）は、高知県南国市を通る一般県道である。

## 概要
JR四国土讃線・土佐くろしお鉄道ごめん・なはり線後免駅から国道195号交点に至る。

### 路線データ
- 起点：南国市駅前町二丁目（JR四国土讃線・土佐くろしお鉄道ごめん・なはり線後免駅前）
- 終点：南国市駅前町2丁目（国道195号交点）

## 地理

### 通過する自治体
- 高知県
  - 南国市

### 交差する道路
| 交差する道路                              | 交差する場所 | 交差する場所 |
| ----------------------------------------- | ------------ | ------------ |
| 国道195号 高知県道45号南国インター線 重複 | 駅前町二丁目 | 終点         |

### 沿線
- JR四国土讃線・土佐くろしお鉄道ごめん・なはり線後免駅